# Zeuxis (Bildhauer)
Zeuxis (altgriechisch Ζεῦξις) war ein wahrscheinlich in der 2. Hälfte des 2. Jahrhunderts v. Chr. tätiger antiker griechischer Bildhauer. Sein Name ist durch eine in Rom aufgefundene signierte Sitzfigur überliefert, die nach aktuellen Erkenntnissen höchstwahrscheinlich den Philosophen Karneades darstellt. Sie befindet sich heute im New Yorker Metropolitan Museum of Art (Inv.-Nr.: 09.221.4).
Bei seiner Arbeit orientierte sich Zeuxis offensichtlich an den großen Klassikern der griechischen Bildhauerei.